# Aromuni
Aromuni (vlaško Armãnji, Rrãmãnji) so etnična skupina, ki izvira iz južnega Balkana in govori aromunščino, vzhodnoromanski jezik. Tradicionalno živijo v osrednji in južni Albaniji, jugozahodni Bolgariji, severni in osrednji Grčiji ter Severni Makedoniji, trenutno pa jih je mogoče najti tudi v  južni Srbiji in jugovzhodni Romuniji (Severna Dobrudža). Obstaja tudi aromunska diaspora, ki živi zunaj teh krajev. Aromuni so znani pod številnimi drugimi imeni, kot so »Vlahi« ali »Makedo-Romuni« (včasih se uporabljajo tudi za Megleno-Romune).
Izraz Vlahi se v Grčiji in drugih državah uporablja za Aromune, pri čemer je bil ta izraz v preteklosti bolj razširjen za vsa romansko govoreča ljudstva Balkanskega polotoka in Karpatov (Jugovzhodna Evropa).
Njihov ljudski jezik, aromunščina, je vzhodnoromanski jezik, zelo podoben romunščini, ki ima veliko svojih lastnih narečij. Izvira iz vulgarne latinščine, ki so jo govorila paleobalkanska ljudstva (na primer romanizirani Tračani in sorodni Dačani) po njihovi romanizaciji. Aromunski jezik ima veliko skupnih značilnosti z albanščino, bolgarščino in grščino; čeprav ima veliko izposojenih besed iz grščine, slovanščine in turščine, njeno besedišče ostaja večinoma romanskega izvora.

## Imena in razvrstitev

### Etnonimi
Izraz Aromun izhaja neposredno iz latinske besede Romanus, kar pomeni rimski državljan. Začetni a- je običajni epentetični samoglasnik, ki se pojavi, ko nastanejo določeni soglasniški sklopi, in ni, kot včasih pravi ljudska etimologija, povezan z negativnim ali privativnim a- v grščini (pojavlja se tudi v latinskih besedah grškega izvora). Izraz je skoval Gustav Weigand v svojem delu Die Aromunen iz leta 1894. Prva knjiga, ki jo mnogi znanstveniki omenjajo kot najdragocenejšo za prevod njihovega etničnega imena, je slovnica, ki jo je leta 1813 na Dunaju natisnil Mihail G. Boiagi. Imela je naslov Γραμματική Ρωμαϊκή ήτοι Μακεδονοβλαχική/Romanische oder Macedonowlachische Sprachlehre (»romanska ali makedonsko-vlaška slovnica«).
Izraz Vlah je eksonim, ki se uporablja že od srednjega veka. Aromuni se imenujejo Rrãmãn ali Armãn, odvisno od tega, kateri od dveh narečnih skupin pripadajo, in se identificirajo kot del Fara Armãneascã ("Aromunsko pleme") ali Populu Armãnescu ("Aromunsko ljudstvo"). Endonim je v slovenščini preveden kot Aromun, v romunščini kot Aromâni, v grščini kot Armanoi (Αρμάνοι), v albanščini kot Arumunët, v bolgarščini kot Arumani (Aрумъни), v makedonščini kot Aromanci (Ароманци), v srbohrvaščini kot Armani in Aromuni.
Izraz Vlah se je v srednjeveškem Balkanu uporabljal kot eksonim za vse romansko govoreče (romanizirane) ljudi v regiji, pa tudi kot splošno ime za pastirje, danes pa se pogosto uporablja za Aromune in Meglenite, Dako-Romune imenujejo Vlahi le v Srbiji, Bolgariji in Severni Makedoniji. Izraz je zabeležen v naslednjih jezikih: grški Vlachoi (Βλάχοι), albanski Vllehët, bolgarski, srbski in makedonski Vlasi (Bласи), turški Ulahlar, madžarski Oláh. Omeniti velja, da je izraz Vlah v osmanskem zgodovinopisju pomenil tudi »razbojnik« ali »upornik« in da je bil izraz uporabljen tudi kot eksonim za večinoma pravoslavne kristjane na zahodnem Balkanu pod osmansko vladavino (predvsem za Srbe), pa tudi za Benečane za priseljeno slovanofonsko prebivalstvo dalmatinskega zaledja (tudi v glavnem Srbi).

### Skupine
Nemški akademik Thede Kahl, strokovnjak za Aromunske študije, deli Aromune v dve glavni skupini, »Rrãmãnji« in »Armãnji«, ki se nadalje delita na podskupine.
Rrãmãnji
- Muzãchiars, iz mesta Myzeqe (Muzachia) v jugozahodni osrednji Albaniji.
- Fãrshãrots (ali Fãrsherots), večinoma skoncentrirani v Epiru, iz območja Frašër (aromunsko Faršar) v jugovzhodni Albaniji.
- Moscopolitans ali Moscopoleans, iz mesta Moskopolje, nekoč pomembno urbano središče Balkana, danes vas v jugovzhodni Albaniji.

Armãnji
- Pindejci, skoncentrirani v in okoli Pindskega gorstva v severni in srednji Grčiji.
- Gramustijci (ali Gramostejci, gr. grammostianoi), iz gorovja Gramos, izoliranega območja v jugovzhodni Albaniji in severozahodno od Grčije.

### Vzdevki
Aromunske skupnosti imajo več vzdevkov, odvisno od države, v kateri živijo.
- Gramustijci in Pindijci imajo vzdevek Kutsovlahi (grško: Κουτσόβλαχοι). Ta izraz se včasih jemlje kot slabšalni, saj je prvi element tega izraza iz grškega koutso- (κουτσό-), kar pomeni »šepav«. Po turški etimologiji, kjer küçük pomeni 'malo', so manjša skupina Vlahov v nasprotju s številčnejšimi Vlahi (Dako-Romuni).
- Fãrsherots iz Frashërja (Albanija), Moscopole in Muzachia imajo vzdevek Frasariotes (grško: Φρασαριώτες Βλάχοι) ali Arvanitovlahi (grško: Αρβανιτόβλαχοι), kar pomeni »albanski Vlahi« glede na njihov kraj izvora.[24]

V južnoslovanskih državah, kot so Srbija, Severna Makedonija in Bolgarija, so vzdevki, ki se uporabljajo za označevanje Aromunov, običajno Vlasi (južnoslovansko za Vlahe in Vlahe) in Cincari (napisani tudi Tzintzari ali podobno), kar izhaja iz načina, kako Aromuni izgovarjajo besedo, ki pomeni pet, cinci. V Romuniji se uporablja tudi demonim Macedoni, Machedoni ali Macedoromâni. V Albaniji se uporabljata izraza Vllah ali Vlleh in Çoban ali Çobenj (iz turškega çoban, 'pastir').

## Prebivalstvo

### Naselja
Aromunska skupnost v Albaniji je ocenjena na do 200.000 ljudi, vključno s tistimi, ki ne govorijo več jezika. Tanner ocenjuje, da skupnost predstavlja 2 % prebivalstva. V Albaniji aromanske skupnosti naseljujejo Moskopolje, njihovo najbolj znano naselje, okrožje Kolonjë (kjer so skoncentrirani), četrt Fiera (aromunsko Ferãcã), medtem ko so se aromunščino poučevali, kot je zapisal Tom Winnifrith, v osnovnih šolah v Andon Poçi blizu Gjirokastër (aromunsko Ljurocastru), Shkallë (aromunsko Scarã) pri Sarandëju in Borovë pri Korçë (aromunsko Curceau) (1987).
Romunska raziskovalna skupina je v 1960-ih ugotovila, da so se albanski Aromuni izselili v Tirano, Stan Karbunarë, Skrapar, Pojan, Bilišt in Korçë ter da so naselili Karajo, Lushnjë, Moskopolje, Drenovë (aromunsko Dãrnova) in Bobošticë š(aromunsko Bubuštica). V Črni gori in Bosni in Hercegovini je obstajala pomembna skupnost Aromunov, ki so jo verjetno asimilirali lokalni prebivalci. Sprva so bili kristjani, okoli leta 1000 pa so se pridružili krščanski sekti Bogomilov/Patarenov in bili srbizirani. Po turški okupaciji so se Armuni v Bosni in Hercegovini spreobrnili v islam zaradi gospodarskih in verskih motivov. V Bosni in Hercegovini je veliko artefaktov Aromunov, predvsem v njihovih nekropolah. Te nekropole pokrivajo celotno Bosno in so sestavljene iz nagrobnih spomenikov, večinoma brez križev.

## Izvori
Aromunski jezik je povezan z ljudsko latinščino, ki so jo govorili na Balkanu v rimskem obdobju. Težko je ugotoviti zgodovino Vlahov na Balkanu, saj med barbarskimi vpadi in prvimi omembami Vlahov v 11. in 12. stoletju obstaja vrzel. Bizantinske kronike niso v pomoč in šele v 13., 14. in 15. stoletju je izraz Vlah postal pogostejši, čeprav se je izkazalo za problematično razlikovati med vrstami Vlahov, saj se je uporabljal za različne subjekte, kot je cesarstvo dinastije Asen, Tesalija in Romunijo čez Donavo. Domneva se, da so Aromuni potomci rimskih vojakov ali latiniziranega prvotnega prebivalstva (Grki, Iliri, Tračani ali Dardanci), zaradi zgodovinske rimske vojaške prisotnosti na ozemlju, ki ga je naseljevala skupnost. Po mnenju Davida Binderja je grška povezava »nedvomno najmočnejša«. Številni romunski učenjaki trdijo, da so bili Aromuni del dako-romunske migracije s severa Donave med 6. in 10. stoletjem, kar podpira teorijo, da "velikoromunsko" prebivalstvo izvira iz starih Dačanov in Rimljanov. Grški učenjaki vidijo Aromune kot potomce rimskih legionarjev, ki so se poročili z Grkinjami. Ni dokazov za nobeno od teorij in Winnifrith meni, da sta malo verjetni. Malo dokazov, ki obstajajo, kaže, da je bila domovina Vlahov (Aromunov) na severnem Balkanu, severno od Jirečkove črte, ki je razmejevala latinsko in grško jezikovno vplivno sfero. S slovanskim prebojem meje na Donavi v 7. stoletju so bili latinsko govoreči potisnjeni še bolj proti jugu. Na podlagi jezikovnih premislekov Olga Tomic sklepa, da so se Aromuni preselili iz Trakije na svoje današnje kraje po slovanskem vdoru v Trakijo, vendar pred Megleno-Romuni.

## Zgodovina in samoidentifikacija
Aromuni ali Vlahi se v srednjeveških bizantinskih virih prvič pojavijo v 11. stoletju, v Strategikon of Kekaumenos in Alexiadi Ane Komnene na območju Tesalije. V 12. stoletju judovski popotnik Benjamin iz Tudele zapisuje obstoj okrožja "Vlachia" blizu Halmyrosa v vzhodni Tesaliji, medtem ko bizantinski zgodovinar Niketas Honiates postavlja Veliko Vlaško blizu Meteore. Tesalska Vlaška je bila očitno znana tudi kot Vlahija v Helladi. Poznejši srednjeveški viri govorijo tudi o »Zgornji Vlaški« v Epiru in »Mali Vlaški« v Etoliji-Akarnaniji, vendar se »Velika Vlaška« po koncu 13. stoletja ne omenja več.
Srednjeveški Vlahi (Aromuni) iz Hercegovine in okoliških držav veljajo za avtorje znamenitih nagrobnih spomenikov s petroglifi (srbsko stečki). Teorijo o vlaškem izvoru sta predlagala Bogumil Hrabak (1956) in Marian Wenzel, v zadnjem času pa so jo podprle arheološke in antropološke raziskave skeletnih ostankov iz grobov pod stečki. Teorija je veliko starejša in jo je prvi predlagal Arthur Evans v svojem delu Antiquarian Researches in Illyricum (1883). Med raziskovanjem s Felixom von Luschanom na grobovih stečkov v okolici Konavlja je ugotovil, da veliko število lobanj ni slovanskega izvora, temveč podobnih starejšim ilirskim in arbanaškim plemenom, prav tako pa ugotavlja, da dubrovniški spomeniki beležijo tiste dele, ki so jih naseljevali Vlahi do 15. stoletja.

### Aromuni znotraj balkanskih nacionalizmov 19. in 20. stoletja
Posebna aromunska zavest se je razvila šele v 19. stoletju, nanjo pa je vplival vzpon drugih nacionalnih gibanj na Balkanu.
Do takrat so bili Aromuni kot vzhodni pravoslavni kristjani skupaj z drugimi etničnimi skupinami vključeni v širšo etnoreligiozno skupino Rimljani (v grščini Rhomaioi, po Vzhodnem rimskem ali Bizantinskem cesarstvu), ki je v osmanskih časih tvorila posebno Rum Millet. Rum millet je vodil carigrajski patriarhat, v katerem so prevladovali Grki, in grški jezik se je med balkanskimi pravoslavnimi kristjani v 17.–19. stoletju uporabljal kot lingua franca. Posledično so bili bogati, urbanizirani Aromuni kulturno helenizirani in so imeli pomembno vlogo pri širjenju grškega jezika in kulture; dejansko je bila prva knjiga, napisana v aromunščini, napisana v grški abecedi in namenjena širjenju grščine med aromunsko govorečimi.
V zgodnjem 19. stoletju pa se je posebna narava aromunskega jezika, ki izhaja iz latinščine, začela preučevati v vrsti slovnic in jezikovnih knjižic. Leta 1815 so Aromuni iz Budimpešte zaprosili za dovoljenje za uporabo njihovega jezika v liturgiji, vendar jih je lokalni metropolit zavrnil.
Vzpostavitev izrazite aromunske narodne zavesti pa je ovirala težnja višjih slojev, da bi bili absorbirani v prevladujoče okoliške etnične skupnosti in zagovarjali svoje nacionalne vzroke kot svoje. Toliko so se poistovetili z narodi gostitelji, da jih balkanska nacionalna zgodovinopisja prikazujejo kot »najboljše Albance«, »najboljše Grke« in »najboljše Bolgare«, zaradi česar so jih raziskovalci imenovali »kameleoni Balkana«. Posledično so številni Aromuni igrali vidno vlogo v sodobni zgodovini balkanskih narodov: revolucionar Pitu Guli, grški premier Ioannis Kolettis, grški magnat Georgios Averoff, grški obrambni minister Evangelos Averoff, srbski premier Vladan Đorđević, carigrajski patriarh Atenagora I., romunski metropolit Andrej Şaguna, vlaški in moldavski vladarji iz družine Ghica itd.
Po ustanovitvi neodvisne Romunije in avtokefalnosti Romunske pravoslavne cerkve v 1860-ih so Aromuni vedno bolj začeli prihajati pod vpliv romunskega narodnega gibanja. Čeprav jim je grška cerkev ostro nasprotovala, so Romuni na južnem Balkanu vzpostavili obsežno državno sponzorirano kulturno in izobraževalno mrežo: prvo romunsko šolo je leta 1864 ustanovil Aromun Dimitri Atanasescu, do začetka 20. stoletja pa je bilo 100 romunskih cerkva in 106 šol s 4000 učenci in 300 učitelji. Posledično so se Aromuni razdelili na dve glavni frakciji, eno progrško, drugo proromunsko ter manjšo, ki se je osredotočala izključno na svojo aromunsko identiteto.
S podporo velikih sil, zlasti Avstro-Ogrske, je Aromunsko-romunsko gibanje doseglo vrhunec s priznanjem Aromunov kot posebnega milleta (Ullah Millet) s strani Osmanskega cesarstva 22. maja 1905 z ustreznimi svoboščinami bogoslužja in izobraževanja v svojem jeziku. Kljub temu je zaradi napredne asimilacije Aromunov to prišlo prepozno, da bi privedlo do oblikovanja posebne aromunske nacionalne identitete; dejansko, kot je leta 1897 ugotovil Gustav Weigand, večina Aromuncev ni bila samo brezbrižna, ampak tudi dejavno sovražna do lastnega nacionalnega gibanja. 
Istočasno se je grško-romunski antagonizem glede lojalnosti Aromunom okrepil z oboroženim makedonskim bojem, kar je privedlo do prekinitve diplomatskih odnosov med državama leta 1906. Med makedonskim bojem je večina Aromuncev sodelovala na "patriarhističnem" (pro- grški) strani, nekateri pa so se postavili na stran "eksarhistov" (probolgarov). Vendar pa je po balkanskih vojnah 1912–13 zanimanje Romunije upadlo in ko je v 1920-ih oživelo, je bilo bolj namenjeno spodbujanju »makedonskih bratov« Romunov k izseljevanju v Južno Dobrudžo, kjer so bile močne neromunske manjšine.
Medtem ko je romunska dejavnost upadla, je Italija od prve svetovne vojne naprej in s svojo vpletenostjo v Albanijo naredila nekaj truda – ne preveč uspešnega – da bi proromunske simpatije spremenila v proitalijanske. V drugi svetovni vojni, med okupacijo Grčije s strani osi, je Italija spodbujala aromunske nacionaliste, da so ustanovili "aromunsko domovino", tako imenovano Kneževino Pind. Vendar pa projekt med lokalnimi prebivalci nikoli ni pridobil večje pozornosti. Ravno nasprotno, številne vodilne osebnosti grškega upora proti osi, kot so Andreas Tzimas, Stefanos Sarafis in Alexandros Svolos, so bili Aromuni. Projekt "kneževine" je propadel z italijanskim premirjem leta 1943.

### Sodobna aromunska identiteta
Romuni v Albaniji, Avstraliji, Bolgariji in Severni Makedoniji so datum razglasitve osmanske irade 23. maja 1905 v zadnjem času prevzeli kot »Aromunski nacionalni dan« (Dzua Natsionalã a Armãnjilor), zlasti pa ne v Grčiji oz. med Aromuni v grški diaspori. V Romuniji se vsak 10. maj ob istem dogodku praznuje dan balkanskega romunstva. Ta obred je namenjen Aromunom, pa tudi Megleno-Romunom in Istro-Romunom.
V sodobnem času so Aromuni na splošno sprejeli prevladujočo nacionalno kulturo, pogosto z dvojno identiteto kot Aromuni in Grki/Albanci/Bolgari/Makedonci/Srbi/itd. Aromune najdemo tudi zunaj meja Grčije. V južni Albaniji in v mestih po vsem Balkanu je veliko Aromunov,  medtem ko je Aromune, ki se identificirajo kot Romuni, še vedno mogoče najti na območjih, kjer so delovale romunske šole. Veliko je tudi Aromunov, ki se opredeljujejo samo kot Aromuni (tudi, kot v primeru "Cincarjev", ko ne govorijo več jezika). Takšne skupine najdemo v jugozahodni Albaniji, vzhodnih delih Severne Makedonije, pri Aromunih, ki so se leta 1940 priselili v Romunijo, in v Grčiji na območjih Verije (arom. Veryia) in Grevene (arom. Grebini) ter v Atenah.